# Drepanocentron brihaspati
Drepanocentron brihaspati är en nattsländeart som beskrevs av Schmid 1982. Drepanocentron brihaspati ingår i släktet Drepanocentron och familjen Xiphocentronidae. Inga underarter finns listade i Catalogue of Life.